# Les Fausses Ingénues
Pour plus de détails, voir Fiche technique et Distribution.
Les Fausses Ingénues (Labbra rosse) est un film franco-italien réalisé par Giuseppe Bennati sorti en 1960.

## Synopsis
L'avocat Martini recherche sa fille qui ne donne signe de vie. Irène, une des amies de sa fille, l'accompagne. Martini découvre ainsi un monde qui lui est totalement inconnu composé de jeunes voyous sans principes ni valeurs. Irène - elle aussi très jeune - tente de séduire le père de son amie et y parvient. Entretemps il découvre que sa fille s'est échappée avec un homme mur et marié qu'elle a ensuite quitté pour rejoindre un jeune de son âge au chômage. Déçu et convaincu de ne pas connaître vraiment sa fille et dans l'incapacité de communiquer avec elle, l'avocat Martine quitte finalement Irène et retourne seul chez lui.

## Fiche technique
- Titre français : Les Fausses Ingénues[2]
- Titre original : Labbra rosse
- Réalisation : Giuseppe Bennati
- Scénario : Giuseppe Bennati, Paolo Levi, Federico Zardi
- Musique : Piero Umiliani
- Photographie : Tino Santoni
- Montage : Franco Fraticelli
- Sociétés de production : Carmine Bologne pour R.O.T.O.R. Film (Rome), Gray film (Paris)
- Pays d'origine :  Italie -  France
- Langue de tournage : italien
- Format : Noir et blanc - Son mono - 35 mm
- Genre : Drame
- Durée : 102 minutes
- Date de sortie : 
  - Italie : 8 septembre 1960
  - France : 22 mars 1961[2]

## Distribution
- Gabriele Ferzetti : Paolo Martini
- Jeanne Valérie : Irène
- Giorgio Albertazzi : Giorgio Carrei
- Christine Kaufmann : Baby
- Marina Bonfigli (it) : Mme Martini
- Laura Betti : La peintre
- Gianni Solaro : Le commissaire Pagano
- Nino Fuscagni : Ghigo
- Rita Livesi : La sœur